# 정준영의 BE STUPID
《정준영의 BE STUPID》는 온스타일에서 방송된 정준영의 데뷔 전 첫 번째 리얼리티 프로그램이다. 정준영이 첫 데뷔 앨범 준비에 구슬땀을 흘리고 있는 모습과 음악, 일상생활 등을 가감 없이 담아냈다. 프로그램 제목의 'BE STUPID'는 정준영이 자신만의 음악을 선보이기 위해 바보스럽게 느껴질 만큼의 열정과 소신을 보여 '바보가 되라'라는 문구를 메인 키워드로 설정한 것이다. 부제 4차원 정준영의 진짜 뮤지션 되기.

## 개요
괴짜인줄만 알았던 정준영이 뮤지션으로서 느끼는 고민과 갈등을, 고유의 캐릭터를 200% 드러내며 그려내는 리얼리티 프로그램. 의외의 깊이, 의외의 진지함, 의외의 인맥을 통해 정준영의 새로운 매력을 발견하는 것이 이 프로그램의 가장 큰 관전포인트가 될 것이다.
기효영 PD는 "음악을 사랑하지만 어떤 노래로 대중 앞에 설지 오랜 고민을 한 정준영이 자기만의 색깔로 첫 노래를 선보이는 과정을 담고 있다. 정준영은 자유롭게, 그러나 소신 있게 꿈을 이뤄가는 요즘 젊은이들을 대변하며 그들과 공감하고 소통할 것이다."라고 프로그램을 평가했다.

## 수시 출연자
| 이름     | 소개                                                                                                   |
| -------- | --- |
| 구여름   | 하이패션 화보와 셀럽 스타일링을 넘나들며 클래식과 트렌드를 멋스럽게 연출하는 스타일리스트              |
| 하시시박 | 인디밴드 앨범 재킷부터 아이돌 앨범 재킷까지 필름 카메라로 몽환적인 감성을 표현하는 포토그래퍼          |
| VJ KOA   | 뮤지션의 비디오 작업부터 파티, 콘서트, 페스티벌까지 비디오 아트의 새로운 방향을 제시하는 비주얼 디렉터 |

## 방송목록
| 회차  | 날짜            | 내용                                             | 비고 |
| ----- | --------------- | ------------------------------------------------ | ---- |
| 1회차 | 2013년 9월 10일 | 아티스트 크루 모집                               |      |
| 2회차 | 2013년 9월 17일 | 섬머소닉 록 페스티벌 / 오사카                    |      |
| 3회차 | 2013년 9월 24일 | 정준영의 off / 크루 공개 및 선공개곡 결정 / 캠핑 |      |
| 4회차 | 2013년 10월 1일 | 앨범 쟈켓 촬영 / 뮤직비디오 촬영                 |      |